# Patrick Bosman
Patrick Bosman (Haren, Països Baixos, 16 de gener de 1994) és un ciclista austríac, professional des del 2013 i actualment a les files del Hrinkow Advarics Cycleang.

## Palmarès
- 2017
  - 1r al Tour de Szeklerland i vencedor d'una etapa